# Sarasin
La banca J. Safra Sarasin SA è una banca privata svizzera fondata nel 1841 e con sede principale a Basilea. Attualmente è di proprietà del gruppo brasiliano J. Safra ed è stata costituita nel suo stato attuale nel 2013, quando il gruppo Safra ha acquisito la Bank Sarasin & Co. Ltd, fondendola con la sua filiale Bank Jacob Safra Svizzera.
La società presta consulenza in materia di investimenti e gestione patrimoniale per clienti privati e istituzionali e per fondi di investimento. Offre ulteriori servizi in materia di investimenti, finanza aziendale e analisi finanziaria. Era precedentemente quotata alla SIX Swiss Exchange dal 1987 al 2013.
È lo sponsor ufficiale del "J. Safra Sarasin Swiss Open Gstaad", torneo di tennis che si svolge annualmente a Gstaad, in Svizzera.

## Storia

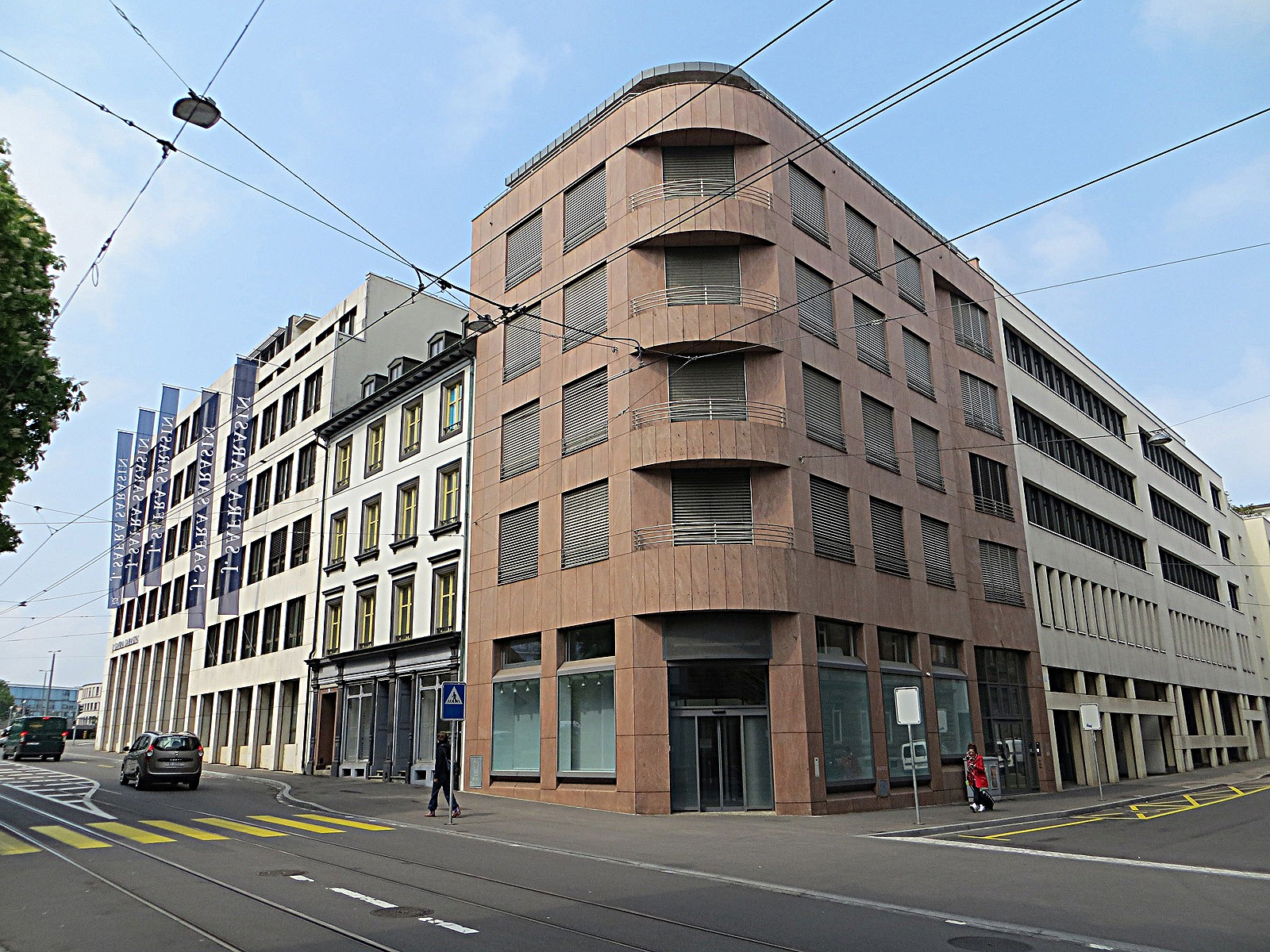
La sede centrale della J. Safra Sarasin a Basilea

Sarasin è stata fondata il 28 febbraio 1841 come Riggenbach & Cie da Johannes Riggenbach-Huber, figlio di un operaio di una fabbrica di nastri di Basilea che era diventato socio della Banca Ehinger & Cie. Inizialmente l'azienda si dedicava al commercio, alle spedizioni e alle banche. Dopo due anni, suo figlio Frederick Riggenbach si unì all'azienda, che diresse dopo la morte di Johannes Riggenbach nel 1860. Nel 1876, la banca aveva prosperato ed era entrata nelle negoziazioni alla Borsa di Basilea.
Il 1º gennaio 1900 Alfred Sarasin-Iselin acquistò l'azienda da Fritz Riggenbach e fondò con Arthur Streichenberg-Mylius la società in nome collettivo A. Sarasin & Cie, dando alla società il nome Sarasin. Sotto questa direzione la Banca Sarasin si trasformò in una delle banche private più prestigiose e radicate sul mercato finanziario svizzero.
Dal 1954 al 2005, Emanuel Sarasin, nipote di Alfred Sarasin-Iselin, diresse la banca. È stato anche presidente dell'Associazione svizzera dei banchieri dal 1965 al 1986. Nel 1987 la società è diventata una società per azioni privata, con il nome di Banca Sarasin & Cie. Nel 2002 si è trasformata in una società per azioni, con il gruppo olandese Rabo che acquisisce una quota e ha opzioni per acquistarne altre. Ha poi esercitato queste opzioni alla fine del 2006, detenendo allora il 46,1% del capitale e il 68,6 dei voti. La stessa Rabobank Svizzera è stata acquistata da Safra il 25 novembre 2011.
A fine giugno 2012 Safra Holding deteneva già il 50,15% del capitale sociale e il 71,01% dei voti; nell'ottobre 2012 Safra aveva acquisito ulteriori azioni tramite un'offerta pubblica e deteneva il 99,47% dei voti. Safra ha poi cancellato le restanti azioni detenute dal pubblico nell'aprile 2013, cancellando la banca dalla SIX Swiss Exchange. Nell'ambito della fusione della Banca Sarasin e della Banca Jacob Safra Svizzera nella Banca J. Safra Sarasin AG, il 27 maggio 2013 la banca ha annunciato che Edmond Michaan, ex amministratore delegato della Banca Jacob Safra, avrebbe sostituito Joachim H. Straehle nella direzione di Sarasin.

## Sarasin ha quattro linee di business
- Banca privata
- Banca personale
- Clienti istituzionali
- Fondi d'investimento